# Ithomia beata
Ithomia beata är en fjärilsart som beskrevs av Richard Haensch 1909. Ithomia beata ingår i släktet Ithomia och familjen praktfjärilar. Inga underarter finns listade i Catalogue of Life.